# Franco Giorgetti

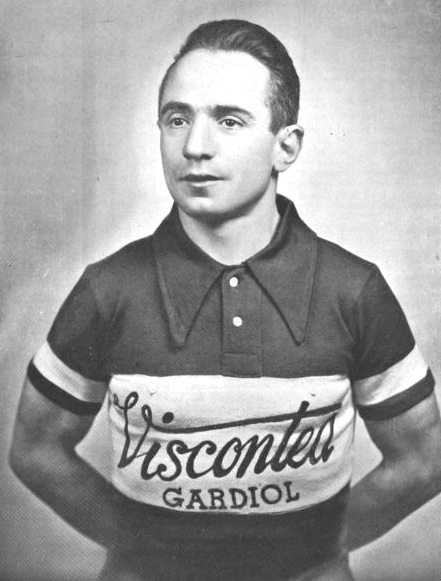
Franco Giorgetti (1942)

Francesco „Franco“ Giorgetti (* 13. Oktober 1902 in Varese; † 18. März 1983 in Bovisio Masciago) war ein italienischer Radrennfahrer und Olympiasieger.
1920 war Franco Giorgetti Mitglied des italienischen Teams, das bei den Olympischen Spielen in Antwerpen die Goldmedaille in der Mannschaftsverfolgung mit Arnaldo Carli, Ruggero Ferrario und Primo Magnani gewann. Im Rennen über 50 Kilometer belegte er Rang sechs, und im Sprint schied er in der zweiten Runde aus.
Im Jahr darauf wurde Giorgetti Profi. 1921 gewann er die Tour du Lac Léman und den Gran Premio della U.V.I. des italienischen Radsportverbandes. In den folgenden Jahren lebte er vorrangig in den Vereinigten Staaten, wo er als Schützling des Radsportmanagers John Chapmann hauptsächlich Sechstagerennen fuhr. Insgesamt startete er bei 46 Sechstagerennen, aber nur dreimal in Europa, von denen er 14 gewann, gemeinsam mit prominenten Partnern wie Robert Walthour, Jr., Reggie McNamara, Alfred Letourneur und anderen. Von der US-amerikanischen Presse wurde er „Italian Kid“ genannt, und der italienische Diktator Benito Mussolini sprach von ihm als „Cristoforo Colombo della bicicletta“.
Viermal wurde Franco Giorgetti US-amerikanischer Meister der Steher. 1933 wurde er zudem italienischer Stehermeister, startete bei den UCI-Bahn-Weltmeisterschaften 1933 in Paris und wurde Vizeweltmeister, hinter dem Schrittmacher Arthur Pasquier. Kurz vor Ausbruch des Zweiten Weltkriegs kehrte er endgültig nach Italien zurück. 1941 wurde er zum zweiten Mal nationaler Stehermeister und beendete seine Laufbahn.
1938 wurde Giorgetti von König Viktor Emanuel III. als Cavaliere della Corona d’Italia geehrt; 1998 wurde in Bovisio Masciago eine Skulptur von ihm vor dem Sportzentrum enthüllt.